# Switchblade Symphony
Switchblade Symphony est un groupe américain de rock gothique, originaire de San Francisco, en Californie. Les activités du groupe ne durent que dix ans entre 1989 et 1999.

## Histoire
Switchblade Symphony (lit. « La symphonie des couteaux à cran d'arrêt ») est formé en 1989 à San Francisco, en Californie, par la compositrice Susan Wallace et la vocaliste Tina Root. elles sortent leur premier album, Serpentine Gallery, en 1995 sous le label de Cleopatra Records. Elles font aussi équipe avec le guitariste Robin Jacobs, suivi plus tard par le guitariste George Earth, ainsi qu'avec le batteur Eric Gebow, suivi par la suite du batteur Scott van Shoick.
Le style musical de Switchblade Symphony combine des sonorités orchestrales accompagnées de beaucoup de synthétiseur et de vocalises afin de créer un son ressemblant à The Flower Duet chanté sur un mélange de musique classique et de pop wave. Le nom du groupe réfère à cette union : le résultat de découper certains éléments de musique classique et de les mélanger avec des sons plus durs. Bien que ce son ne soit pas commun, il peut toutefois faire penser à Rhea's Obsession, Siouxsie, Cindergarden, The Machine in the Garden et Dead Can Dance.
Switchblade Symphony se sépare en novembre 1999. Par la suite, Tina Root forme le groupe de musique Tre Lux.

## Discographie

### Albums studio
- 1995 : Serpentine Gallery
- 1997 : Bread and Jam for Frances
- 1999 : The Three Calamities
- 2005 :  Serpentine Gallery Deluxe

### EP et singles
- 1991 : Fable (cassette démo, plus disponible)
- 1992 : Elegy (cassette démo, plus disponible)
- 1996 : Clown (single)
- 1997 : Drool (single)
- 1997 : Scrapbook (EP)
- 1998 : Girlscout (single) (enregistré avec Jack Off Jill)
- 2001 : Sinister Nostalgia (remix) (EP)
- 2003 : Sweet Little Witches (performances live)

### Compilations
- 1995 : Gothic Rock Volume 2: 80's Into 90's
- 1995 : Gothik (réédité en 2006)
- 1996 : Wired Injections